# 高田直樹
高田 直樹（たかだ なおき、1936年9月17日 - ）は、日本の登山家・教育者・プログラマー。
京都府与謝郡岩滝町生まれ。京都府立大学卒業。京都府宇治市在住。

## 経歴

### 主な山歴
- 1959年1月1日　日本、北アルプス、劔岳、東大谷G1積雪期初登
- 1959年8月3日　日本、北アルプス、劔岳、八ツ峰VI峰Bフェース京都府立大学ルート初登
- 1961年3月　日本、北アルプス，穂高岳、屏風岩第一ルンゼ積雪期第２登
- 1965年7月　パキスタン、カラコルムヒマラヤ、ディラン峰遠征
- 1969年　パキスタン、スワットヒマラヤ、マナリ峠初踏査
- 1971年　ソ連、コーカサス山群、シュロフスキー峰、シヘリダ峰遠征
- 1975年　パキスタン、カラコルムヒマラヤ、ラトック II峰遠征
- 1979年　パキスタン、カラコルムヒマラヤ、ラトック I峰遠征（初登。現在2017年に至るも第2登なし）
- 1981年　中国、コングール峰遠征

## 著書
- なんで山登るねん　わが自伝的登山論　山と渓谷社　1978/03
- 続なんで山登るねん　わが自伝的登山論　山と渓谷社　1979/06
- 続々なんで山登るねん　わが自伝的登山論　山と渓谷社　1983/07
- いやいやまあまあ　高田直樹の体験的教育論　ミネルヴァ書房　1981/06
- なんで山登るねん　河出文庫　河出書房新社　2002/05
- 続なんで山登るねん　河出文庫　河出書房新社　2002/05
- 続々なんで山登るねん　河出文庫　河出書房新社　2002/05
- なんで山登るねん　ヤマケイ文庫　山と溪谷社　2014/05
- 入門TURBO PASCAL ver.5 プログラミング  -PC9800 series Guide book series　ソフトバンククリエイティブ　1989/06
- dBASE 3 PLUSガイド　ソフトバンククリエイティブ　1981/12
- 評価アシスト2－教科担任用評価支援システム　教師必携シリーズ　ソフトバンククリエイティブ　1991/04
- 進路マスター－進路統計システム 教師必携シリーズ　ソフトバンククリエイティブ　1991/10
- メモらんだむ－データベース型メモカード　教師必携シリーズ　ソフトバンククリエイティブ　1991/11
- 高田直樹著作纂（退職記念出版）　国立国会図書館蔵　1997/12